# Јустинијан I
Јустинијан I (лат. Flavius Petrus Sabbatius Iustinianus, грч. Ἰουστινιανός; 482 — 14. новембар 565), познат и као Јустинијан Велики, био је византијски цар од 527. до 565. године. Један је од најутицајнијих владара људске историје.
Његову владавину обиљежила је амбициозна, али само дјелимично остварена „обнова Царства” (лат. renovatio imperii). Ова амбиција изражена је дјелимичним опоравком територија угушеног Западног римскoг царства. Његов генерал, Велизар, брзо је освојио Вандалско краљевство у сјеверној Африци. Касније су Велизар, Нарзес и други генерали освојили Остроготско краљевство, вратили контролу над Далмацијом, Сицилијом, Италијом и Римом након више од пола вијека владавине Острогота. Преторски префект Либерије вратио је југ Пиринејског полуострва, успостављајући провинцију Спанију. Ови походи су поново успоставили римску контролу над западним Средоземљем, повећавајући годишњи приход Царства за преко милион солида. Током своје владавине, Јустинијан је такође потчинио Зане, народ на источној обали Црног мора који никада раније није био под римском влашћу. Водио је борбе са Сасанидским царством на истоку за вријеме владавине Кавада I, а касније поново за вријеме Хозроја I; овај други сукоб је дјелимично покренут због његових амбиција на западу.
Још резонантнији аспект његовог насљеђа било је једнообразно преписивање римског права — Јустинијанов зборник — које је и даље основна грађанског права у многим модерним државама. Његова владавина такође је означила процват византијске културе, а његов програм изградње дао је дјело попут Аја Софије. У Православној цркви је канонизован као „Свети цар Јустинијан”. Због својих рестаураторских активности, Јустинијан се некад означава као „посљедњи Римљанин” (лат. Ultimus Romanorum) у историографији средином 20. вијека.

## Порекло
Цар Јустинијан је рођен у селу званом Таурисион (грч. Ταυρίσιον, лат. Taurisium / Таурисијум), код тврђаве зване Бедеријана (грч. Βεδερίανα, лат. Bederiana), која се према изричитом сведочењу хроничара Јована Антиохијског (7. век) налазила у близини античког Наиса (данашњи Ниш у Србији). У делу литературе, барем од 17. столећа па до данас, присутна је нетачна информација и фалсификат да је Јустинијан био словенског порекла и да се изворно звао Управда. У свом родном завичају, Јустинијан је по доласку на власт подигао град који је добио име Јустинијана Прима (грч. Ιουστινιανή Πρώτη, лат. Ivstiniana Prima / Justiniana Prima - археолошки локалитет Царичин град, код Лебана у Србији). Ту је царевом одлуком из 535. године била установљена и нова Архиепископија Јустинијана Прима.
Неки старији истраживачи су погрешно сматрали да су се Таурисион и Бедеријана, а самим тим и Јустинијана Прима, налазили у близини Скопља (антички локалитет Скупи), тако да су и неким тамошњим мањим локалитетима у близини села Таор и Бадар дати називи Тауресијум и Бадеријана. Иако део стручњака из данашње Северне Македоније и даље заступа поменуте тезе, њихова тумачења нису наишла на шире прихватање у светској науци.

## Ступање на престо
Јустинијан I био је савладар свог ујака Јустина I, већ од 518, а ступио је на престо 527. године као неограничени господар државе и цркве. Предузимао је походе против варварских народа: Источних Гота у Италији, Западних Гота у Шпанији и Вандала у Африци, у намери да обнови царску власт у западном делу Римског царства.
Водио је одбрамбене ратове против Персијанаца и Словена који су из рубних подручја надирали у византијске области.
Прекомерни порески намети изазвани сталним ратовима довели су до побуне Ника (532), која је угушена захваљујући Јустинијановој жени, царици Теодори. Без обзира на противљење своје околине и упркос озбиљним немирима у Цариграду (Константинопољу), Јустинијан под неповољним условима (уз данак од 11.000 златних ливара) окончава рат с Персијанцима (532), који је трајао од 527 године.
Јустинијан 529. године укида све филозофске школе у Атини, укључујући и Платонову Академију, што се често узима као крај антике.

## Обнављање Царства
Пошто је сузбио побуну „Ника“, Јустинијан је скупио новац преко Јована Кападокијског и склопио 532. године тзв. „вечни мир“ (прекршен већ 540. ) са персијским царем, Хозројем I Ануширваном. Препустио му је области Мартиропоља, Теодосиопоља, Амиде и Нисибиса и пристао на плаћање данка. На тај начин је Јустинијан добио одрешене руке за обнову царства.
Уз Јустинијана је нераскидиво везано име његовог највећег војсковође, Велизара. Јустинијан 22. јуна 533. шаље у Африку војску од 15.000 до 16.000 пешака и коњаника под командом Велизара, једног од најбољих војсковођа старог света. Две битке недалеко од Картагине (Ad Decimum, септембра, и Tricamarun, децембра 533) као и заробљавањем вандалског краља, Гелимера (пролеће 534) учиниле су крај вандалској власти у Африци, која постаје префектура.
Одмах затим 535, са свега 9.000 људи, Велизар започиње освајање Италије. Загосподаривши Сицилијом крајем 535, он осваја Напуљ (новембра 536), а 9—10. децембра 536. улази у Рим. Источно-готски владар, Витигес, опседа га са огромном војском (фебруар 537—март 538). С јесени или у зиму 539—540, пошто је најзад добио појачање од Јустинијана, Велизар опседа Равену, улази на препад у град, маја 540, и заробљава Витигеса. Италија (која касније постаје префектура под заповедништвом равенског егзарха) враћена је империји.
У Шпанији Јустинијан ослобађа само Андалузију и приморску област на југоистоку од Западних Гота, са веома оскудним средствима, заслугом патриција Либерија од 550. до 554. године. Источно римско царство у њој организује војно заповедништво.
Јустинијанова обнова није спасла царство од опасности које су му претиле са истока. Кршећи „вечити мир“ из 532, Персијанци почетком 540. нападају Антиохију, град разарају, а становништво расељавају. Велизар ће их потући на Еуфрату, али је Јустинијан приморан да 546, а затим и 562. године, с њима обнови мир који га све скупље кошта.
На Балкану се још од краја IV века појавила нова опасност: Словени, настањени између Балтика, Висле, мочвара Припети и Карпата, под сталним притиском завојевача из Азије, поделили су се у три гране и започели, да се шире у више праваца. Западни Словени заузимају, између Елбе и средњег тока Дунава територије које су напустили Германи. Источни Словени — по речима историчара Јорданеса — вероватно су у VI веку образовали, између Дњестра и Дона, краљевину Анта. Јужни Словени се појављују на доњем Дунаву крајем владавине цара Анастасија. Под Јустинијаном они у неколико махова (сваке године од 548. до 551) прелазе незаштићену границу и упадају све до Солуна и Цариграда. У исто време друге групације стижу до Јадрана (536). Племена настањена између доњег Дунава и Солунског залива потпадају под власт Хуна Кутригура или Бугара, чије име примају. Ови пустоше Тракију, Илирикум, Грчку до самих прилаза Цариграду (538, 540, 558).
Тешкоће у којим се налази Источно царство одражавају се и на Западно где се јављају побуне. У Италији енергични краљ Тотила поново осваја скоро цело полуострво, укључујући Рим, између 542. и 547. године. Велизаров наследник Нарзес, коме Јустинијан поверава, уз знатно појачање, врховно заповедништво над Италијом, стао је на пут Тотили (552). После пораза и смрти Теја (552), Византији се враћа опустошена ослабљена земља, унапред предодређена за деобе. У Африци само благодарећи енергији гувернера Јована Троглите, угушена је побуна Бербера (546—548).

## Свети Јустинијан
Као велики обновитељ старе моћи Римског царства, али у хришћанском духу и као изузетан хришћански владар, Јустинијан је настојао свим силама да одржи политику и духовну кохезију Царства, које је обухватало различите народе. Посебно се старао о Цркви и православној вери, а потискивао је многобоштво, сујеверје, јереси и расколе. Старање о вери примећује се и у његовој огромној законодавној делатности, посебно у његовим Новелама (Новим законима) и Кодексу којима уређује и црквени живот: епископе и епископије, манастире и манастирски живот, донације и управљање црквеном имовином.
У Јустинијановој теолошкој заоставштини налазе се и Исповедање вере (око 544), Три поглавља (око 551. године), затим Писмо или Посланица коју је упутио цариградском патријарху Мини у којем посебно разматра спорна догматска учења познатог црквеног писца и учитеља из Александрије, Оригена (+253). У Исповедању вере се по логичном принципу, за и против (pro et contra), у тринаест тачака износе православни ставови и истовремено изриче анатема (проклетство) на оне који супротно верују. Јустинијаново Исповедање вере увод је и припрема за одржавање Петог Васељенског Сабора, који на неки начин представља завршницу теолошког спора старог више од две стотине година, али и проверу снаге тек уједињеног Царства.
Монофизити су у Царству били тако бројни и јаки да је Јустинијан са њима водио преговоре. У Цариграду је одржан 532. године сусрет монофизитских и православних теолога, сусрет који није дао никакве конкретне резултате, али је показао да све није изгубљено заувек и да хитно треба поново претрести нека теолошка питања везана за бившег цариградског патријарха Несторија, осуђеног 431. године на Сабору у Ефесу.
У покушају да измири становништво своје државе и учврсти јединство империје Јустинијан је сазвао Пети Васељенски Сабор (мај-јуни 553. године) у Цариграду. Сабор је осудио монофизите као јеретике али и спис три епископа, као остатка Несторијеве јереси. Иако папа Вигилије из Рима није присуствовао Сабору (иако је већ неколико година боравио у Цариграду и био неколико пута позиван да се укључи у рад сабора), папа је прихватио све саборске одлуке, а то је учинио и цео Запад.
Почевши од 555. године Јустинијан одустаје од освајања. Притиснут годинама, финансијским тешкоћама, све лошијим трупама и војсковођама, приморан је да пређе у дефанзиву. Да би се лакше одупро варварима, наређује да се изгради систем утврђења чији остаци у Тебеси, Сетифу, Тимгаду, и данас изазивају дивљење. Одустајање у спољној политици не може да баци у засенак трајне споменике као што је Јустинијанова кодификација класичног римског права: Кодекс (529), Дигеста и Институције (533) и Новеле (534). Римско право које данас познајемо и које је основа савремених грађанских права цивилизације, заправо је Јустинијанова, византијска кодификација.
Током своје владавине Јустинијан је објавио велики број закона, теолошких списа, водио веома богату и садржајну преписку са државним и црквеним великодостојницима, и саставио црквену песму Јединородни Сине и Слове Божиј, која на литургији поје од 536. године.
За време Јустинијанове владавине саграђена је највећа хришћанска црква у Римском царству, Св. Софија (од 1453. џамија, од 1923. музеј, од 2020. џамија) и базилика у Равени. После његове смрти освојене земље поново су постале плен варварских народа, али његова Кодификација класичног римског права и допринос православној теологији представљају камене темељце савремене цивилизације.
Српска православна црква прославља Светог Јустинијана, цара византијског, 14. новембра по Јулијанском календару, односно 27. новембра по Грегоријанском календару, заједно са његовом женом, царицом Теодором.

## Јустинијанов зборник (Corpus Iuris Civilis)
Настојећи да поврати моћ и славу Римског царства, Јустинијан (527—565) образује комисију од 16 правника, на челу са Трибонијаном (Tribonius) и налаже им да прикупе и кодификују целокупну правну заоставштину класичног периода римског права (ius) и све прописе које су издали императори пре њега (leges).
Резултат њиховог рада, Corpus Iuris Civilis (Зборник грађанског права) састоји се из четири дела: Јустинијанов кодекс – Codex (збирка императорских одредаба из времена од Хадријана до Јустинијана); Digesta (збирка списа римских правника); Institutiones (изводи из Digesta, са коментарима, конципиран као уџбеник) и Novelle (нове одредбе и прописи објављени за време владавине Јустинијана).
Corpus iuris civilis као заједнички назив за све књиге Јустинијанове кодификације, први пут је употребљен у Годофредусовом (Gothofredus) издању 1583. године.
У каснијим издањима, све до 1954. донекле је промењена организација Зборника. Данас је у употреби издање у 3 књиге, од којих I садржи Digesta и Institutiones, II Codex, a III Novellae, и оно се сматра најбољим. Прво прерађено издање припремили су немачки историчари Момсен и Кригер. Њено последње, XVI издање изишло је 1954. у Берлину; уредничким настојањем Кинкела у њој су објављене и две Јустинијанове конституције којима је образовао комисију која је радила на Кодификацији. Момсеново издање Digesta у два тома (1870) познато је као Editio maior.

### Рад на Зборнику
Задатак је био сложен будући да није било лако снаћи се у важећим правним нормама, пошто су оне стваране вековима и на разне начине. Ту су биле одредбе Закона дванаест таблица, које Римљани никада нису укинули, као и многи закони донети током републике; осим тога, едикти градског и перегринског претора и едила, сенатске одлуке, многа мишљења правника која су била обавезна за судове, као и многобројне конституције принцепса и свих императора од Октавијана Августа до Јустинијана. Многи текстови нису више били сачувани у оригиналу, већ само препричани или коментарисани; многи прописи били су међусобно противречни; велики део правила настао је у условима робовласништва и развијене робне размене, а римско друштво последњих векова Римског царства (период домината) било је више феудално него робовласничко.
Уз све то, због преношења државног центра у Константинопољ (Византију), римско право је већ вековима трпело утицај грчког и источњачких права, а донекле и хришћанства. Најзад, многи термини били су већ изашли из употребе и створени су нови. Од целог тог материјала комисија је требало да створи јединствен и прегледан систем позитивног права. Посао је обављен у рекордно кратком времену.
Прво је објављен пречишћени зборник царских конституција издатих пре Јустинијана (529). године. Текст овог зборника није сачуван. Затим (533. године) је објављена кодификација класичног права под називом Digesta (латински назив који означава нешто што је изложено извесним редом) или Pandectae (грчки назив који значи „садржи све”).